# Timothy Simons
Timothy Charles Simons (nacido el 12 de junio de 1978) es un actor y comediante estadounidense mejor conocido por su papel de Jonah Ryan en la serie de televisión de HBO Veep, por la que ha recibido cinco nominaciones y una victoria por el Premio del Sindicato de Actores al mejor reparto de televisión - Comedia. También ha tenido papeles actorales en las películas The Interview, Christine y The Boss.

## Primeros años y personal
Simons se crio en Readfield, Maine, hijo de Susan y Ron Simons, y se graduó de Maranacook Community High School en 1996. Se graduó de la Universidad de Maine en 2001. Simons está casado con Annie Simons y tienen dos hijos juntos.

## Filmografía

### Película
| Año  | Título                     | Papel              | Notas |
| ---- | -------------------------- | ------------------ | ----- |
| 2010 | Days Together              | Bartender en R Bar |       |
| 2013 | Beneath the Harvest Sky    | Dayton             |       |
| 2014 | Draft Day                  | Marx               |       |
| 2014 | Inherent Vice              | Agent Borderline   |       |
| 2014 | The Interview              | Malcolm            |       |
| 2015 | Digging for Fire           | Yoga Couple        |       |
| 2015 | Goosebumps                 | Officer Stevens    |       |
| 2016 | Christine                  | Steve Turner       |       |
| 2016 | The Boss                   | Stephan            |       |
| 2016 | Flock of Dudes             | Butler             |       |
| 2016 | Gold                       | Jeff Jackson       |       |
| 2018 | Y nadie más que tú         | Dominic            |       |
| 2018 | Ralph Breaks the Internet  | Butcher Boy (voz)  |       |
| 2019 | Extracurricular Activities | Cliff Dawkins      |       |
| 2019 | Yes, God, Yes              | Padre Murphy       |       |
| 2019 | The Hustle                 | Jeremy             |       |
| 2020 | Happiest Season            | Mall Security Ed   |       |
| 2021 | Home Sweet Home Alone      | Hunter             |       |
| 2022 | Family Squares             | Bret Worth         |       |
| 2022 | Don't Worry Darling        | Dr. Collins        |       |
| 2023 | Shortcomings               | Leon               |       |
| 2023 | Joy Ride                   | Frank              |       |
| 2023 | Candy Cane Lane            | Emerson            |       |

### Televisión
| Año           | Título                           | Papel                      | Notas                                                                                 |
| ------------- | -------------------------------- | -------------------------- | ------------------------------------------------------------------------------------- |
| 2012–2019     | Veep                             | Jonah Ryan                 | Protagonista; 65 episodios                                                            |
| 2012          | Best Friends Forever             | Tall Guy                   | Episodio: "Single and Lovin' It"                                                      |
| 2015          | Stone Quackers                   | Various voices             | 2 episodios                                                                           |
| 2017          | Easy                             | Whitman                    | Episodio: "Package Thief"                                                             |
| 2017          | Drop the Mic                     | Himself                    | Episodio: "Tony Hale vs. Timothy Simons / Rascal Flatts vs. Boyz II Men"              |
| 2018–2019     | El ascenso de las tortugas ninja | Huginn (voz)               | 9 episodios                                                                           |
| 2019          | Future Man                       | Xenu                       | Episodio: "Countdown to Prologue"                                                     |
| 2019          | Buscando a Alaska                | The Eagle                  | Protagonista; 8 episodios                                                             |
| 2019          | Robot Chicken                    | Porter (voz)               | Episodio: "Robot Chicken's Santa's Dead (Spoiler Alert) Holiday Murder Thing Special" |
| 2020          | Big Hero 6: The Series           | Supersonic Stu (voz)       | 3 episodios                                                                           |
| 2020          | Briarpatch                       | Candy Bar Bains            | Episodio: "Game Theory and Mescaline"                                                 |
| 2020          | Bob's Burgers                    | Agente de TSA (voz)        | Episodio: "The Terminalator II: Terminals of Endearment"                              |
| 2020          | The George Lucas Talk Show       | Él mismo                   | Episodio: "Radioland Stream Night"                                                    |
| 2021          | Dickinson                        | Frederick Law Olmsted      | Episodio: "The Daisy follows soft the Sun"                                            |
| 2021–presente | Rugrats                          | Drew Pickles (voz)         | 17 episodios                                                                          |
| 2021–2023     | HouseBroken                      | Raccoon / varios (voz)     | 15 episodios                                                                          |
| 2021          | Ten Year Old Tom                 | Fotógrafo (voz)            | Episodio: "A Yearbook to Disremember/Trust Me, I'm a Nurse"                           |
| 2021          | Inside Job                       | Flat Earth Leader (voz)    | Episodio: "My Big Flat Earth Wedding"                                                 |
| 2021–2022     | Fairfax                          | Brain / various voices     | 7 episodios                                                                           |
| 2021–2022     | Station Eleven                   | Jim                        | 2 episodios                                                                           |
| 2022          | Candy                            | Pat Montgomery             | Protagonista                                                                          |
| 2023          | History of the World, Part II    | Presidente Abraham Lincoln | Episodio: "I"                                                                         |